# Мечеть Хасана-паші
Мечеть Хасана-паші (араб. مسجد حسن الباشا) або Турецька мечеть (араб. جامع الترك) — мечеть в Орані.

## Історія
Будівництво розпочато в 1796 за наказом правителя Алжиру Мохамеда аль-Кадіра. Присвячена вигнанню іспанців з Алжиру, а кошти на неї були отримані із коштів, отриманих від продажу християнських рабів. 
У 1797 будівництво завершено.
У 1833 Оран захоплений французькими військами, а будівля мечеті реквізована французькою адміністрацією, згодом мечеть повернута мусульманам за наказом Наполеона III.
Через будівельні роботи в районі мечеті, почалося руйнування конструкції будівлі. У 2007 визнана історичною пам'яткою, ведуться роботи з реставрації за підтримки уряду США.

## Галерея

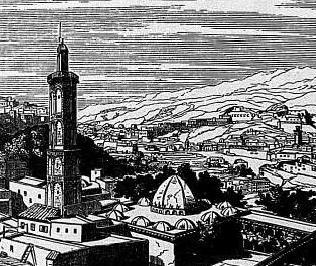
На гравюрі XVII ст.
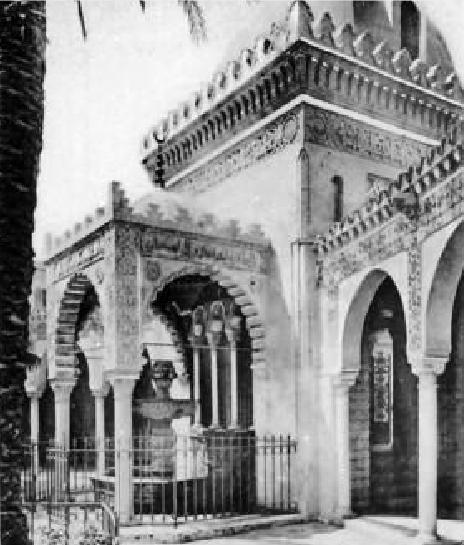
Двір
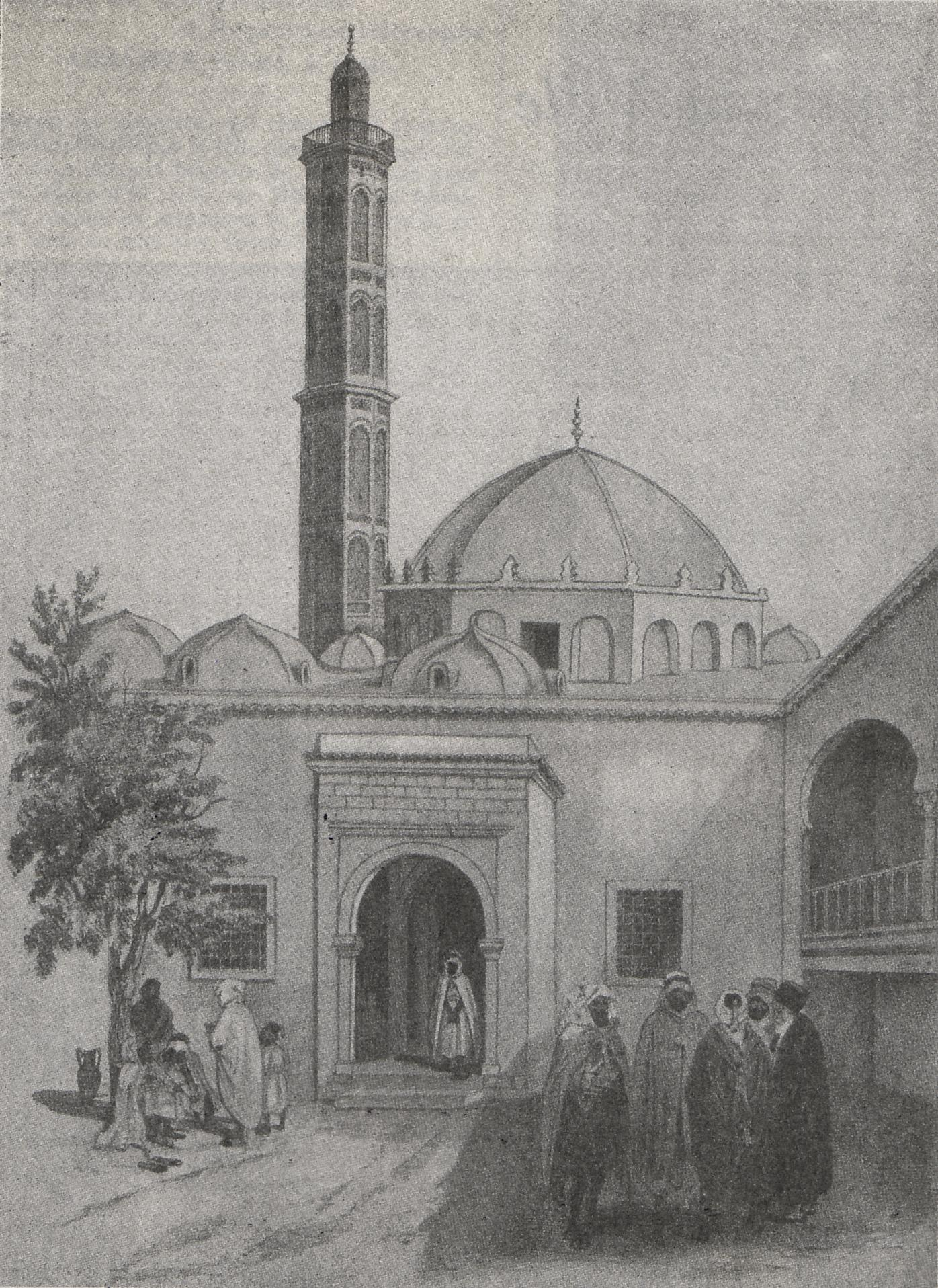
Малюнок мечеті
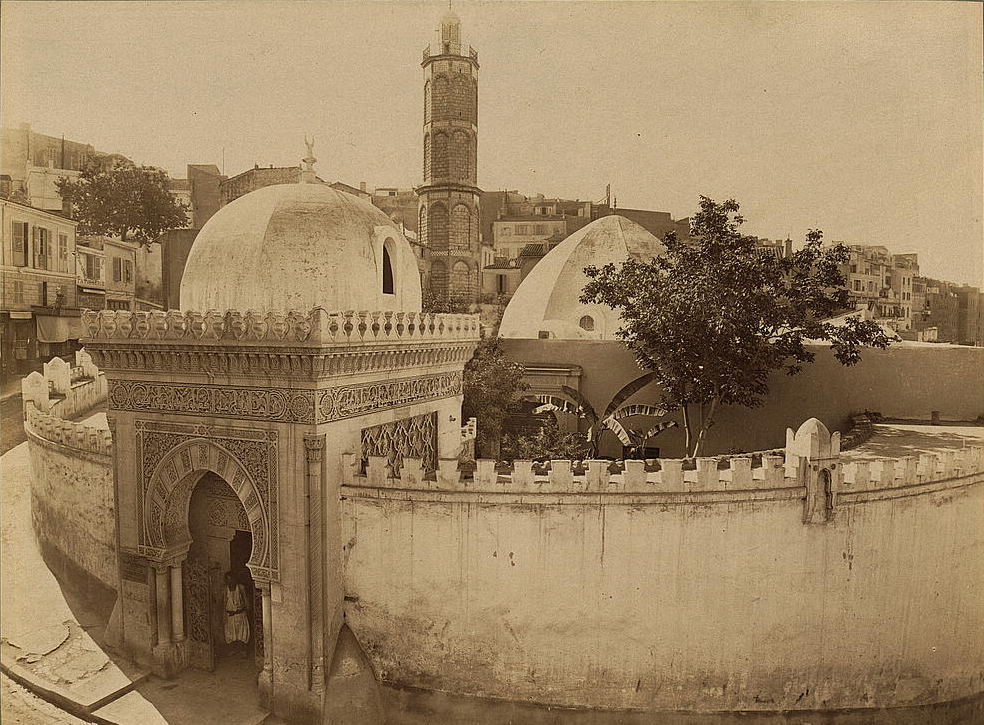
На початку XX ст.
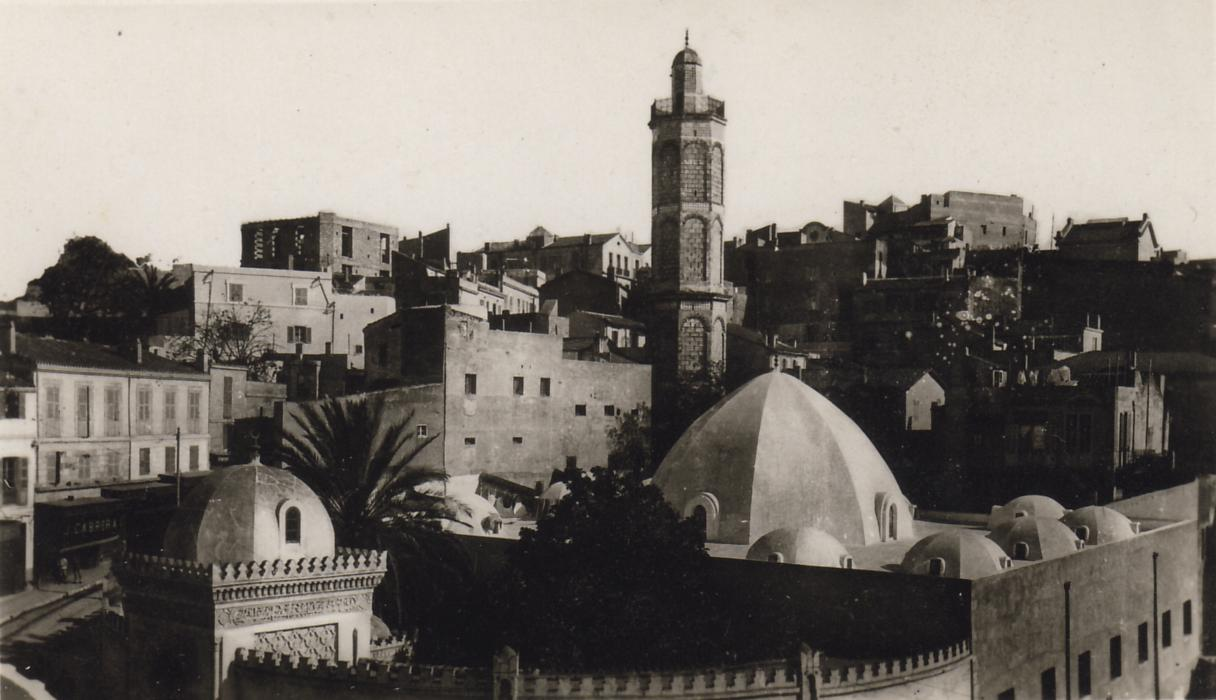
1920